# Холеван
Холеван (на гръцки: Αμισηνό, Амисино, катаревуса: Αμισηνόν, Амисион, до 1927 година Χόλεβα или Χολεβάν) е обезлюдено село в Република Гърция, разположено на територията на дем Бук (Паранести) в област Източна Македония и Тракия.

## География
Холеван e разположено на 710 m надморска височина в южните склонове на Родопите. Васил Кънчов го определя като чечко село, попадащо в Драмския Чеч.

## История

### В Османската империя
Съгласно статистиката на Васил Кънчов („Македония. Етнография и статистика“) към 1900 година Холеван (Хелванъ, Халванъ, Холюван) е българо-мохамеданско селище. В него живеят 340 българи-мохамедани в 80 къщи. Според гръцката статистика, през 1913 година в Холеван (Χόλεβαν) живеят 400 души.

### В Гърция
През 1923 година жителите на Холеван са изселени в Турция и на тяхно място са заселени гърци бежанци от Турция. През 1927 година името на селото е сменено от Холева (Χόλεβα) на Амисинон (Αμισηνόν). През 1928 година в Холеван има 27 гръцки семейства с 93 души - бежанци. Селото е отново обезлюдено в периода 1940-1949 година по време на Гражданската война в Гърция.
| Година    | 1913 | 1920 | 1928 | 1940 | 1951 | 1961 | 1971 | 1981 | 1991 | 2001 | 2011 | 2021 |
| --------- | ---- | ---- | ---- | ---- | ---- | ---- | ---- | ---- | ---- | ---- | ---- | ---- |
| Население | 400  | 363  | 119  | 211  | 22   | 61   | 4    |      |      |      |      |      |